# 시코쿠 여객철도 7000계 전동차
JR 시코쿠 7000계 전동차(일본어: JR四国7000系電車)는 일본의 시코쿠 여객철도가 보유한 근교형 전동차이다. 1990년 요산선의 간온지역에서 마쓰야마 역을 거쳐 이요 시 역까지의 전철화 연장에 맞춰 제작되었다.

## 개요
7000형은 JR이행 후 처음으로 신생산된 양운전대 구조의 전동차로 노면 전차를 제외한 양운전대 구조·1인 승무 운행 대응의 전동차로는 일본에서 처음 VVVF인버터 제어가 채용되었다. 모든 차량이 긴키 차량에서 제조되었다.
양운전대 구조의 제어 전동차 7000형과 단운전대 구조(이요 시·고토히라 방면)의 제어차 7100형이 있고 7000형 단독 운행 외에 7000형은 7100형을 최대 3량 연결하여 운행 가능하며 최대 4량 편성이 가능하다. 또한 6000계와 7100형을 연결한 운용도 가능하다.
미노우라 역 이서의 초협소 터널에 대응하기 위해 차체 전체를 낮은 지붕 구조로 하면서 새로 개발된 S-PS58형 팬터그래프를 탑재하여 접은 높이를 3900mm 로 억제했다.
차체는 스테인레스 강제로 승객용 출입문은 측면 3곳이며 양단은 단미닫이, 중앙은 양미닫이이다. 단 1인 승무시에는 측면 3개 있는 승객용 출입문은 중앙 1개가 사용 정지된다. 실내에는 대면식 크로스시트와 롱시트가가 점대칭으로 배치되어 있다. 이는 먼저 등장한 1000형 기동차의 구조를 답습하고 있다. 측면 창은 1000형의 2단 창에 대해 1단 하강식이다. 1인 승무에 대응하기 위해 정리권 발행기가, 운전대가 있는 측에는 운임함·운임 표시기도 탑재되어 있다. VVVF 인버터 장치의 제어 소자는 GTO 사이리스터가 채택되었으나, 7000형의 7016호는 IGBT 소자로 교체 탑재된(다카마쓰 운전소 소속) 시험차로 장기 시험에 제공된 다른 차량과 공통으로 운용되고 있다.
덧붙여 7000계 전동차는 근교형 차량으로 분류되지만 일부 도감에서는 통근형 차량으로 분류되고 있다.

## 편성
- 7000형(cMc)
- 7100형(Tc)

## 운용
2007년 현재 7000형 25대, 7100형 11량이 마쓰야마 운전소와 다카마츠 운전소에 배치되어 요산 선 다카마쓰 역-이요시 역간·도산 선 다도쓰 역-고토히라 역간에서 운용되고 있다. 신제시 계획에 따라 화장실은 설치되지 않아 혼시비산 선(세토대교 선)에서의 운용은 없다. 요산 선 모든 전철화 구간과 도산 선의 다도쓰-고토히라간에서 통근·통학 시간대 이외를 중심으로 1인 승무를 실시하고 있다.
JR시코쿠에서는 회사 출범 이후 신규 도입한 계열에 대해 차체에서의 소속구소 약호 표기를 생략하고 있다(JR서 일본에 출입이 있는 5000계를 제외)때문에 언뜻 보아서는 소속이 어디인지는 판별할 수 없다.

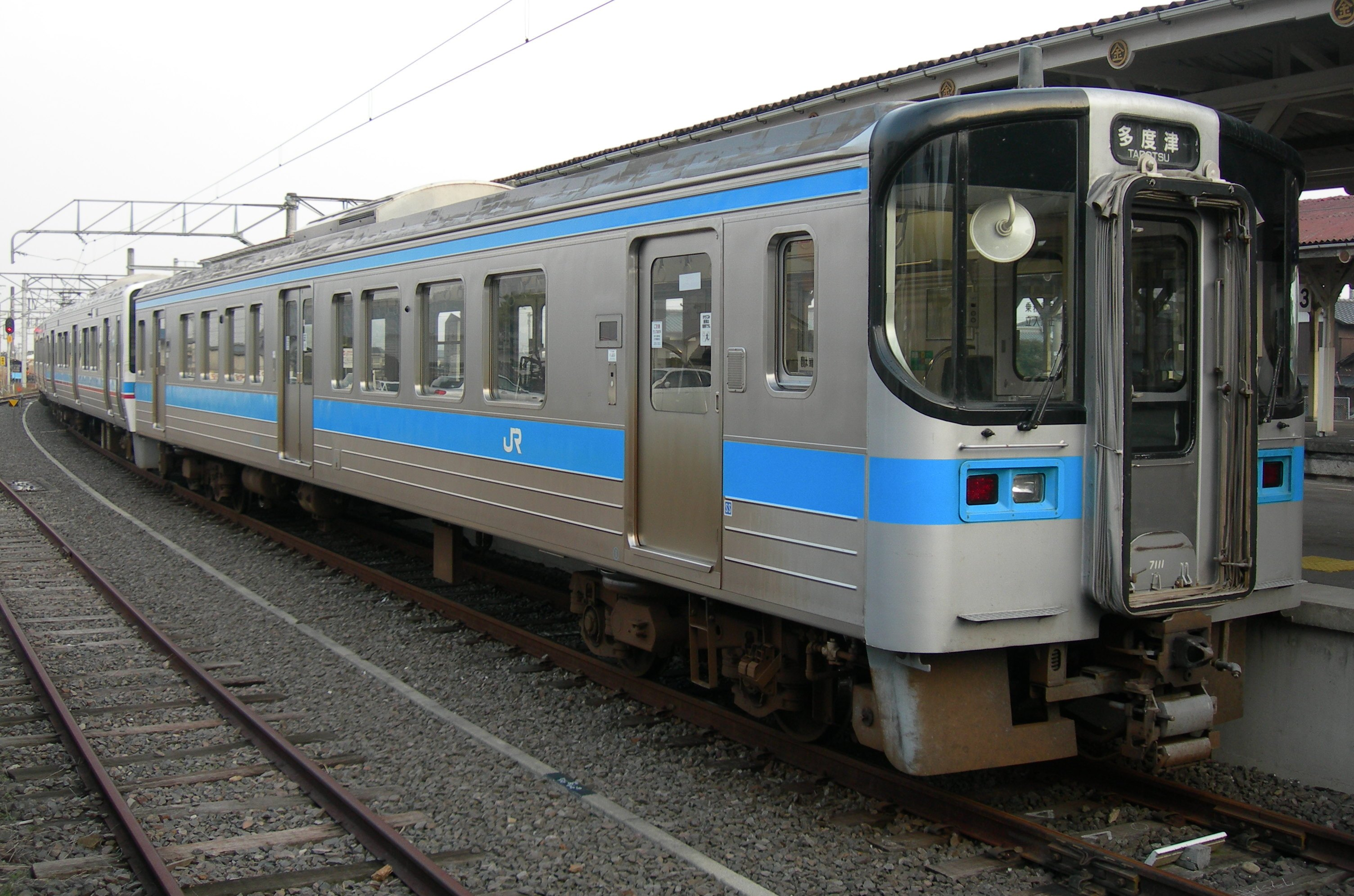
6000계와 병결 운용 중인 7100형 7111 (2008년 1월 8일 고토히라 역)
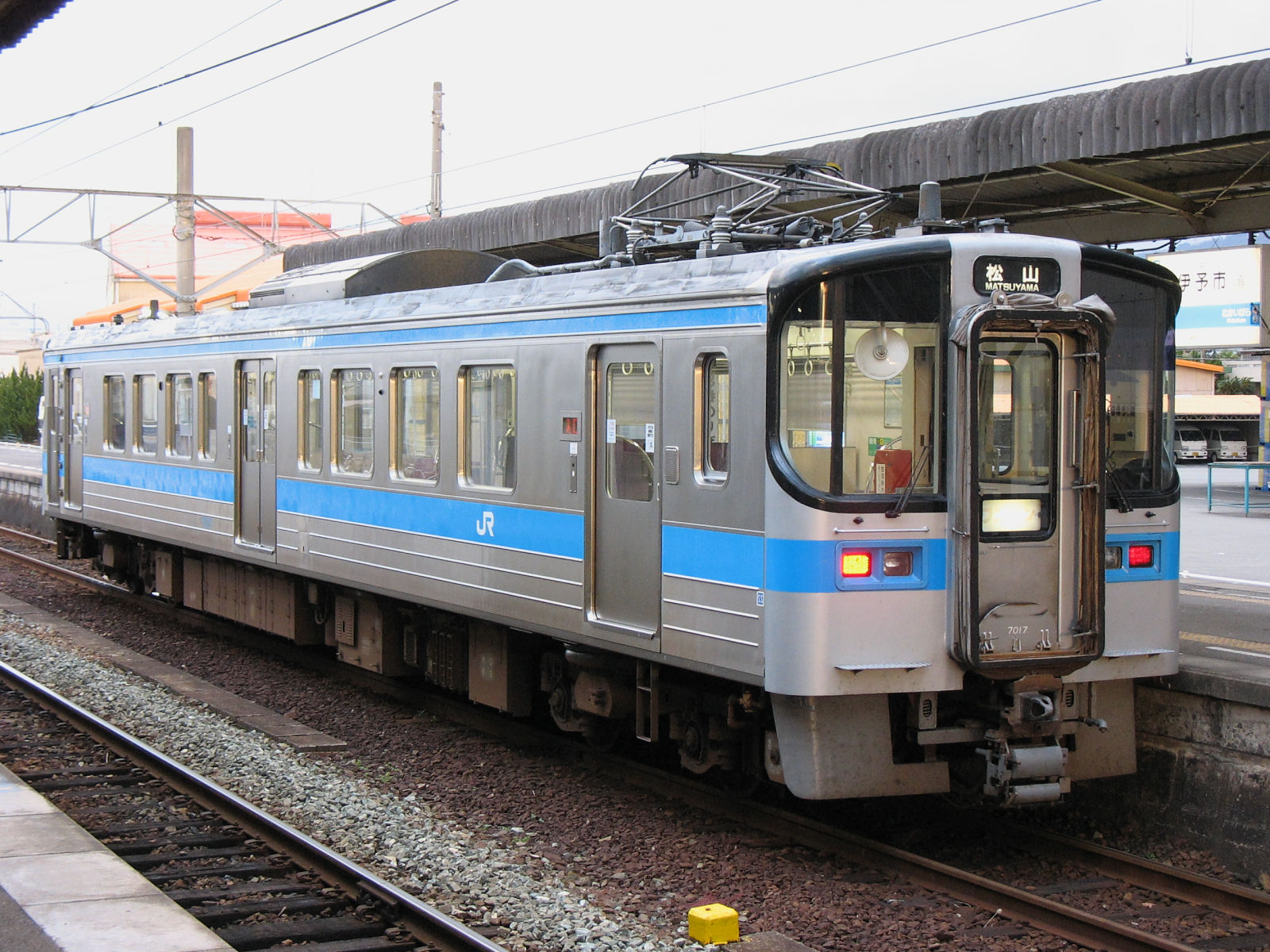
1인 승무 운행시의 7000형 7017 (2008년 1월 3일 이요 시 역)
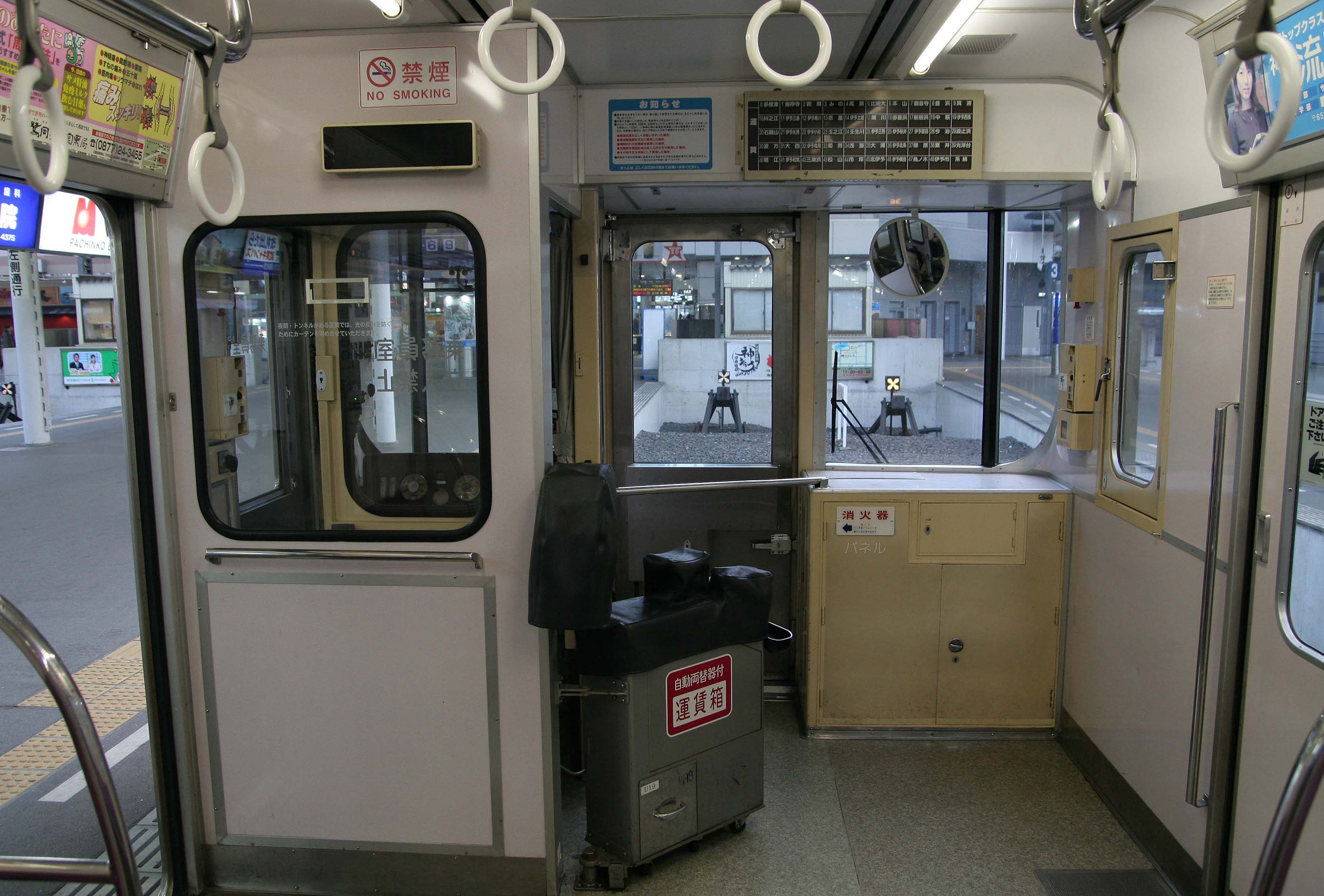
7000계 7018의 운전대 주변 (2007년 12월 27일 다카마쓰 역)
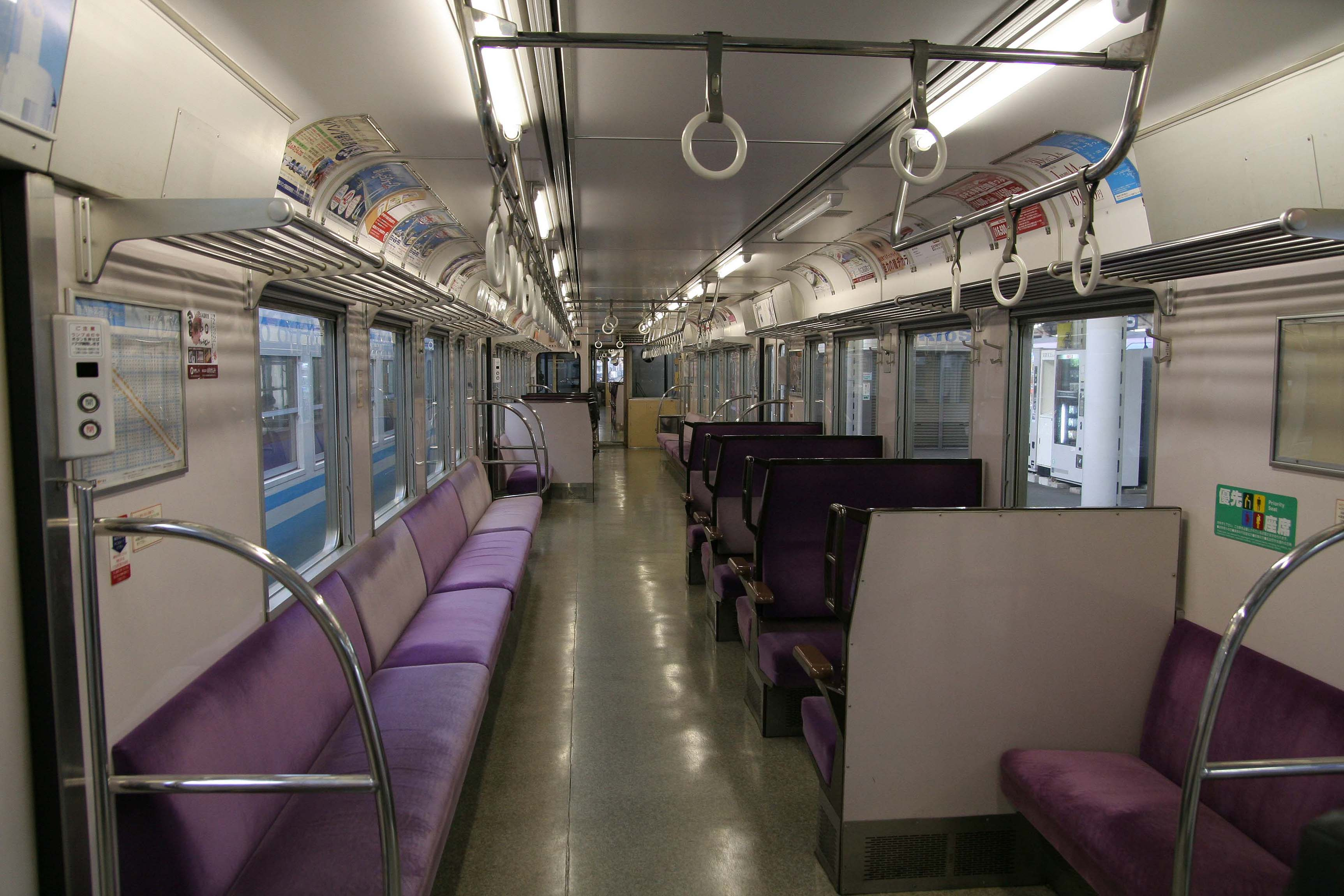
7000계 7018의 실내 (2007년 12월 27일 다카마쓰 역)